# 天主教台州教区
台州教区是天主教在中国浙江省东部设立的一个教区。座堂耶稣圣心堂位于海门老街。该教区于1926年从宁波代牧区划出，1946年升格为正式教区。其管辖范围覆盖浙江省台州市，包括椒江区、黄岩区、路桥区、临海市、温岭市、玉环市、天台县、仙居县、三门县等地。

## 历史
台州天主教始于1867年，神父傅道安自宁波来到海门栅桥（今椒江）传教。8月15日，原“无为教”徒张基才在宁波领洗进教，他是台州第一个天主教徒。
1876年，台州、温州、处州地区有教堂10所，教友近千人。
1880年，温州设立本堂区，台州和温州教务分开管理。1892年，李思聪神父将海门确立为台州传教中心，建造圣心堂及附属建筑，并开通海门至宁波、温州、上海的航运。1897年，宁波拯灵会修女在台州建立分院，开设诊所。
1926年，台州设立国籍代牧区，由胡若山担任首任宗座代牧，此时教徒达4383人。1929年，胡若山在罗马被祝圣为主教，成为中国早期国籍主教之一。期间，教会在海门开办学校、创办方济修院、发行《台州教区月刊》。日本侵华期间，多处教堂遭到轰炸损毁。
1946年4月11日，罗马教廷在中国建立圣统制时，升为台州教区。 
1949年后，教会活动受到限制。1955年，胡若山主教被捕，教务由副主教倪儒范主持。1957年，台州教区有教徒6598人，其中黄岩2873人，（包括海门），温岭1147人，天台1005人，临海836人，仙居220人，另外玉环有517人。
1966年文化大革命期间，宗教活动停止，教会房产被占用，修女院解散，多名神父和教友被捕或遭难。
1980年代起，随着宗教政策调整，台州教会活动逐步恢复。1987年，椒江天主堂归还并重新开放。1999年，台州市天主教爱国会成立，建立教务管理机构。2005年，教区拥有25处开放堂所，5名神父，9名修女，约5000名教徒。

## 历任主教

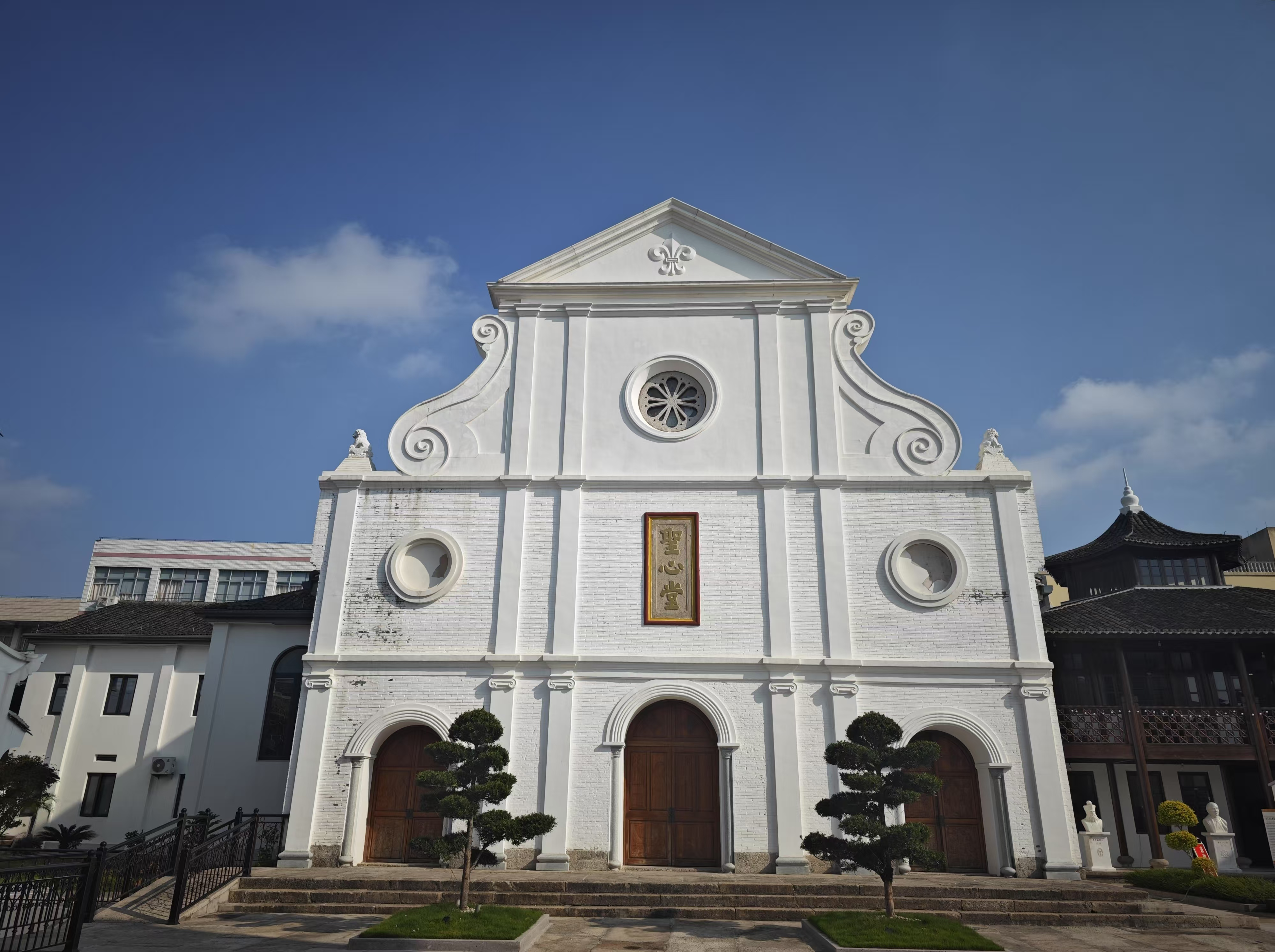
巴洛克风格的天主教台州教区主教府

| 姓名               | 任职时间      | 描述                                                                                         |
| 胡若山（若瑟）     | 1926年—1955年 | 台州首任主教，推动教会本土化、创办学校修院，抗战期间维护教务。1955年被捕，1962年病逝。       |
| 倪儒范（副主教）   | 1955年—1966年 | 代理管理教务，文革期间教会活动全面停止。                                                     |
| （无正式主教）     | 1966年—1993年 | 文革后教会恢复，仍长期缺乏正式主教。                                                         |
| 张文爽（代理主教） | 1993年—1996年 | 召开台州教区首次代表会议，恢复教务管理。1996年病逝。                                         |
| 徐吉偉（安多尼）   | 1999年—2016年 | 组织台州教区爱国会，推动慈善事业，稳定教区管理。2010年7月10日祝圣为主教，2016年9月25日去世。 |